# Ostracion solorense
Ostracion solorense es una especie de peces de la familia Ostraciidae en el orden de los Tetraodontiformes.

## Morfología
Los machos pueden llegar alcanzar los 12 cm de longitud total. Presenta dimorfismo sexual.

## Hábitat
Es un pez de mar de clima tropical y asociado a los  arrecifes de coral que vive entre 1-20 m de profundidad.

## Distribución geográfica
Se encuentra en el Pacífico occidental: desde la Isla de Navidad e Indonesia hasta Fiyi, las Filipinas, Tonga y el norte de la Gran Barrera de Coral.

## Observaciones
No se puede comer ya que es  venenoso para los humanos.